# Gustava Louise Georgia Emilie Grüner
Gustava Louise Georgia Emilie Grüner (* 3. Februar 1870 in Kopenhagen (anderer Ort Altona); † 24. August 1929 in Helsingør) war eine dänische Malerin.

## Leben

### Familie
Gustava Louise Georgia Emilie Grüner war die Tochter von Hans Gustav Grüner (1827–1897), Oberstleutnant, Kammerherr und Hofjägermeister sowie Gutsbesitzer von Høstemark und Egense Kloster auf Jütland, und dessen zweiter Ehefrau Marie Achtonia Colette (geb. Sandholt) (1837–1871).

### Ausbildung
Gustava Louise Georgia Emilie Grüner erhielt ihre malerische Ausbildung 1894 bei Malthe Engelsted und besuchte in Paris die Académie Colarossi; sie war auch eine Schülerin von Gustave Courtois und Lucien Simon.

### Künstlerisches Wirken
In der Zeit von 1899 bis 1900, 1901 bis 1902, 1902 bis 1903 und 1926 unternahm Gustava Louise Georgia Emilie Grüner Studienreisen nach Paris, 1904 nach Tirol, dazu mehrere Reisen nach Italien, um Rom, Capri und die Gegend um Valence zu besuchen; wiederholt hielt sie sich in Norwegen auf und bereiste Schweden und Deutschland.
Die Bilder von Gustava Louise Georgia Emilie Grüner zeichnen sich durch ihre Ausbildung in Frankreich aus und sind sowohl motivisch als auch stilistisch von ihren Aufenthalten in Paris und von Reisen nach Italien beeinflusst.
In ihrem großen Porträtbild der Familie Leunbach, das sie in der Zeit von 1906 bis 1907 erstellte, sind einige Gemeinsamkeiten mit der Figurendarstellung in Viggo Johansens großen Figurenkompositionen zu sehen.
Ihre Bilder entstammten ursprünglich dem Naturalismus und sie zeichnete in gedämpften Farben eine breite Palette von Landschafts- und Blumengemälden, Interieur und Figurenkompositionen. Ihr Hauptinteresse lag jedoch in der Porträtmalerei, besonders in den Kinderporträts. Mit feiner Beobachtung und einem Gespür für das Malerische hob sie die Besonderheit des Modells hervor.

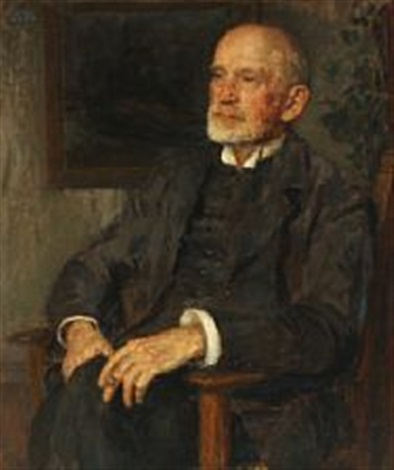
Porträt des Malers Malthe Engelsted (1852–1930), 1925

## Werke
- Porträtgruppe Die Familie Leunbach (1906–1907).
- An der Quelle (1910)
- Interieur mit Klavier (1913).
- Porträt von Dr. med. Niels Christian Kjærgaard (1913).
- Aus dem Garten der Villa Borghese (Ausstellung 1920).
- Porträt von Malthe Engelsted (1925).
- Topf mit gelben Blüten (Ausstellung 1929).

## Ausstellungen (Auswahl)
- Schloss Charlottenborg Kopenhagen: 1896, 1898, 1901, 1904, 1907–1909, 1912–1913, 1915, 1917 und 1919–1929.
- Aarhus 1909.
- Retrospektive Ausstellung dänischer Künstlerinnen 1920.
- Schloss Charlottenborg: Einzelausstellung 1918 und Gedenkausstellung 1929.